# Lista dos deputados federais de Santa Catarina - 54ª legislatura (2011 — 2015)
Lista dos deputados federais de Santa Catarina - 54ª legislatura (2011 — 2015).
| Nº | Deputado              | Partido | Observação |
| -- | --------------------- | ------- | --- |
| 1  | Celso Maldaner        | PMDB    | |
| 2  | Décio Nery de Lima    | PT      | |
| 3  | Edson Bez de Oliveira | PMDB    | |
| 4  | Esperidião Amin       | PP      | |
| 5  | João Rodrigues        | DEM     | |
| 6  | Jorge Boeira          | PT      | |
| 7  | Jorginho Mello        | PSDB    | |
| 8  | Luci Choinacki        | PT      | |
| 9  | Marco Tebaldi         | PSDB    | |
| 10 | Mauro Mariani         | PMDB    | |
| 11 | Odacir Zonta          | PP      | |
| 12 | Onofre Agostini       | DEM     | |
| 13 | Paulo Bornhausen      | DEM     | |
| 14 | Pedro Uczai           | PT      | |
| 15 | Rogério Mendonça      | PMDB    | |
| 16 | Ronaldo Benedet       | PMDB    | |
| 17 | João Pizolatti        | PP      | Foi diplomado deputado federal em julho de 2011 no Tribunal Regional Eleitoral de Santa Catarina (TRE), obtendo o deferimento do seu registro de candidatura no início de junho. |
| 18 | José Carlos Vieira    | PSD     | Suplente, empossado em 8 de abril de 2014, pelo licenciamento do titular Jorge Boeira                                                                                            |